# Селищі (Нерльське сільське поселення, на Нерлі)
Селищі (рос. Селищи) — присілок в Калязінському районі Тверської області Російської Федерації.
Населення становить 0 осіб. Входить до складу муніципального утворення Нерльське сільське поселення.

## Історія
Від 2005 року входило до складу муніципального утворення Нерльське сільське поселення.

## Населення
1. Н/Д[2]